# Ober-Flörsheim
Ober-Flörsheim ist eine Ortsgemeinde im Landkreis Alzey-Worms in Rheinland-Pfalz. Sie gehört der Verbandsgemeinde Alzey-Land an.

## Geographische Lage
Ober-Flörsheim liegt auf einem Hochplateau im rheinhessischen Weinanbaugebiet.

## Geschichte
Die älteste Erwähnung von Ober-Flörsheim (Flarlesheim superiori) aus dem Jahr 776 findet sich in einem Schenkungsverzeichnis des Klosters Lorsch. Von 1237 bis in das ausgehende 18. Jahrhundert existierte in Ober-Flörsheim die Deutschordenskommende Ober-Flörsheim, deren erhaltene Gebäude noch heute ortsbildprägend sind. Das Kloster Otterberg war im Ort begütert.
Seit 1506 gehörte Ober-Flörsheim zur Kurpfalz und unterstand dem Oberamt Alzey. Im Dreißigjährigen Krieg verwüsteten schwedische Truppen die Kommende und das Dorf. 1689 zog der Pfälzische Erbfolgekrieg den Ort erneut schwer in Mitleidenschaft.
Während der Kriege nach der Französischen Revolution kam es am 30. März 1793 zu einer Schlacht bei Ober-Flörsheim, in der die Preußen die Franzosen schlugen. Dieser Sieg konnte den endgültigen Erfolg der Franzosen nicht verhindern, so dass Ober-Flörsheim mit den übrigen linksrheinischen Gebieten annektiert und 1798 Teil des Departement Mont Tonnerre (Donnersberg) wurde.
Nach der Niederlage des französischen Kaiserreichs wurde Ober-Flörsheim 1816 Teil der neu geschaffenen Provinz Rheinhessen im Großherzogtum Hessen.
Nach Auflösung der rheinhessischen Kantone kam der Ort 1835 zum neu errichteten Kreis Worms, dem er bis zum 1. November 1938 angehörte. Im Zuge der damaligen Gebietsreform stieß er zum Kreis Alzey, der kurz darauf in Landkreis Alzey umbenannt wurde,.
Am 20. März 1945 besetzten amerikanische Truppen den Ort, der jedoch im Sommer 1945 der Französischen Besatzungszone zugeschlagen wurde und 1946 zum neuen Land Rheinland-Pfalz kam. Der Landkreis Alzey bestand darin bis zur Verwaltungsreform vom 7. Juni 1969 fort, im Zuge derer dessen überwiegenden Teil im Landkreis Alzey-Worms aufging, dem Ober-Flörsheim seitdem angehört.
Seit 1972 gehört Ober-Flörsheim zur Verbandsgemeinde Alzey-Land.

### Religion

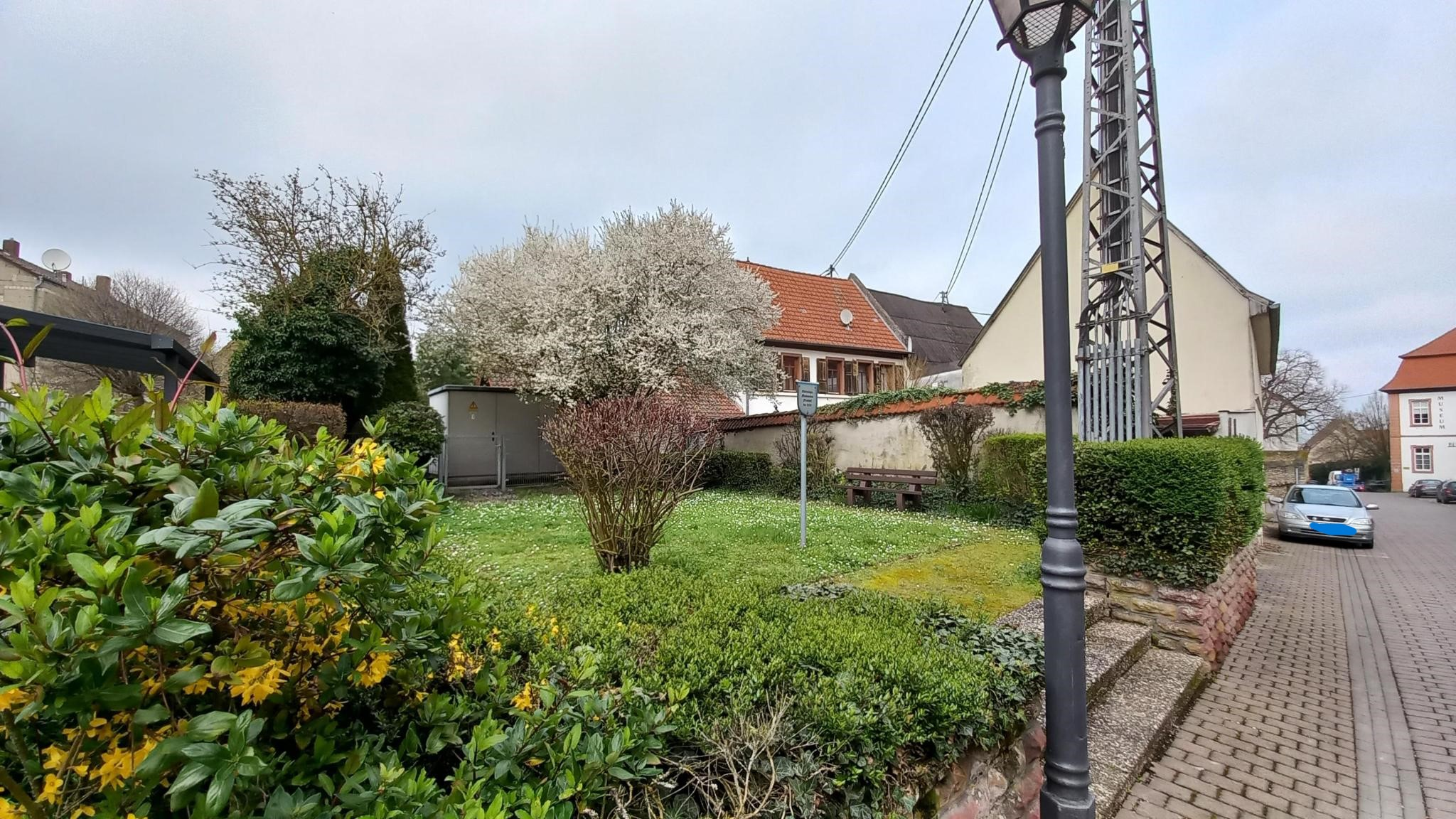
Bis 1830 gab es einen Friedhof für die Mennoniten, der als solcher gekennzeichnet ist.

Im 16. Jahrhundert reformiert, wurde 1698 der katholische Gottesdienst wieder eingeführt. Die Reformierten erlangten 1705 mit der Pfälzer Kirchenteilung erneut die Herrschaft über die Pfarrkirche. Langfristig bestanden beide Konfessionen nebeneinander. 1747 konnte das lutherische Bekenntnis als dritte Konfession eine Kirche im Ort erbauen. 1876 wurde die freiprotestantische Gemeinde, eine Abspaltung der Evangelischen, gegründet.

### Einwohnerentwicklung
- 1787 – 516 Einwohner
- 1815 – 851 Einwohner

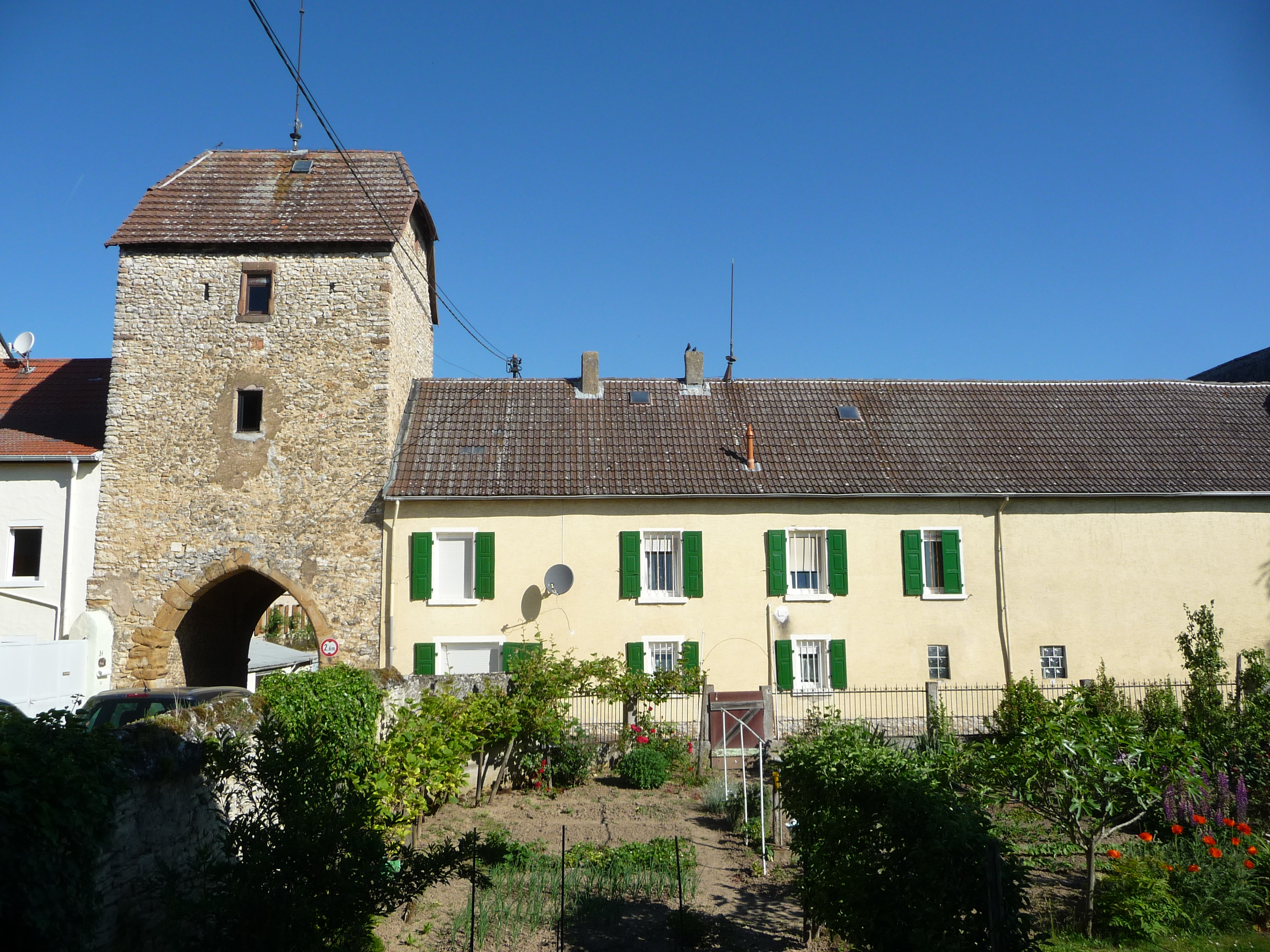
Mittelalterlicher Torturm

- 1849 – 1.223 Einwohner (858 evangelisch, 272 katholisch, 91 mennonitisch)
- 1870 – 1.094 Einwohner (799 evangelisch, 265 katholisch, 44 mennonitisch)
- 1900 – 1.014 Einwohner (533 evangelisch, 236 katholisch, 231 freiprotestantisch, 21 mennonitisch)
- 2004 – 1.104 Einwohner
- 2008 – 1.191 Einwohner (566 evangelisch, 331 römisch-katholisch, 67 sonstige, 227 ohne Konfession)
- 2012 – 1.237 Einwohner (575 evangelisch, 344 römisch-katholisch, 35 sonstige, 283 ohne Konfession)
- 2014 – 1.205 Einwohner (531 evangelisch, 317 römisch-katholisch, 34 sonstige, 323 ohne Konfession)
- 2022 – 1.332 Einwohner

## Politik

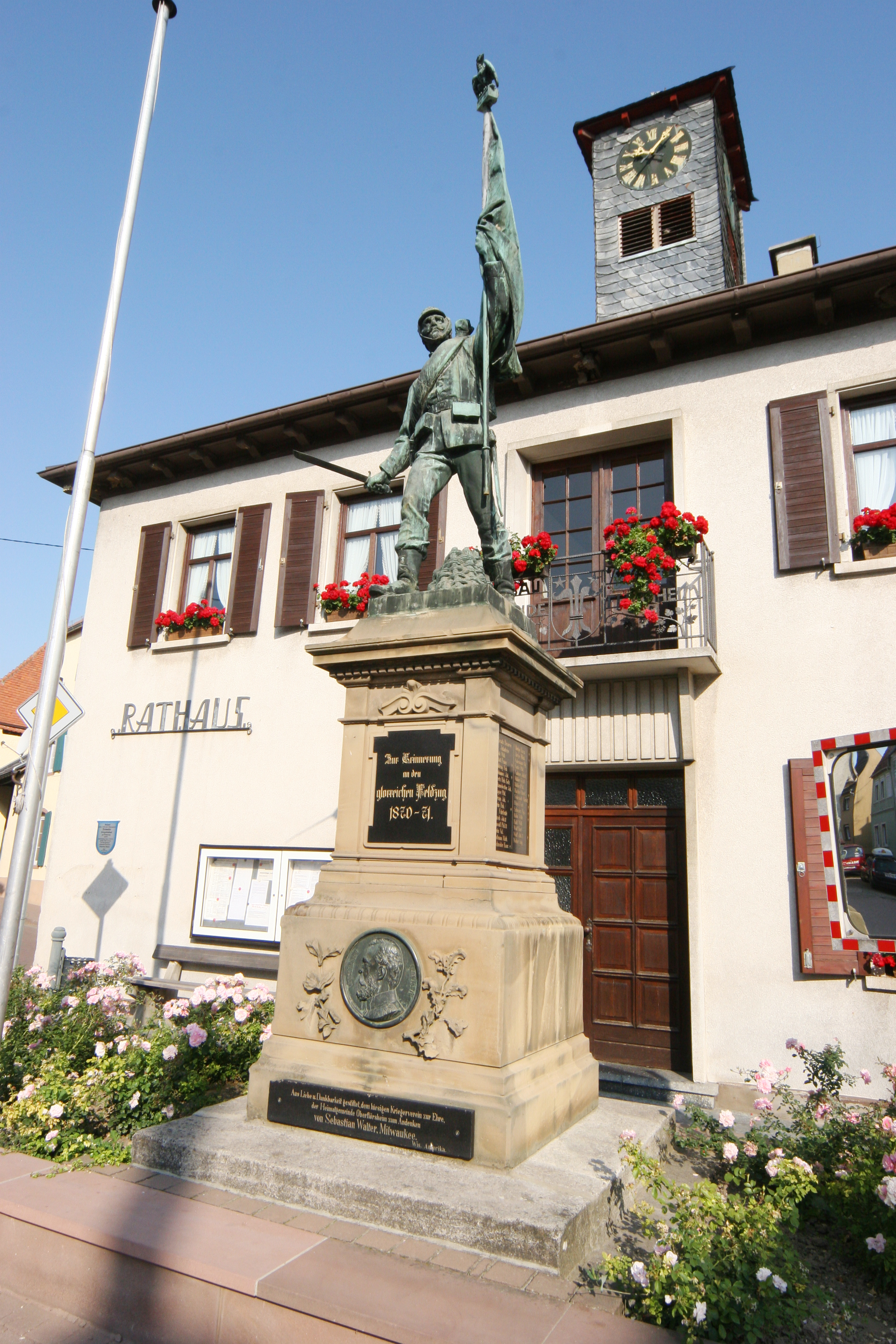
Das Denkmal für die Ober-Flörsheimer, die im Deutsch-Französischen Krieg kämpften, wurde 1901 von einem in die USA ausgewanderten Bürger der Gemeinde Ober-Flörsheim geschenkt. Es steht vor dem Rathaus.

### Gemeinderat
Der Gemeinderat in Ober-Flörsheim besteht aus 16 Ratsmitgliedern, die bei der Kommunalwahl am 9. Juni 2024 in einer Mehrheitswahl gewählt wurden, und dem ehrenamtlichen Ortsbürgermeister als Vorsitzendem. Bis zur Wahl 2019 wurden die Ratsmitglieder in einer personalisierten Verhältniswahl gewählt, da mehrere Wahlvorschläge eingereicht wurden.
Die Sitzverteilung im Gemeinderat:
| Wahl | BLO               | FWG               | UBL               | Gesamt   |
| ---- | ----------------- | ----------------- | ----------------- | -------- |
| 2024 | per Mehrheitswahl | per Mehrheitswahl | per Mehrheitswahl | 16 Sitze |
| 2019 | 12                | 4                 | –                 | 16 Sitze |
| 2014 | 10                | 6                 | –                 | 16 Sitze |
| 2009 | 6                 | 5                 | 5                 | 16 Sitze |

- BLO = Bürgerliste Ober-Flörsheim e. V. (bis 16. Januar 2018: Wählergruppe Gardt e. V.[9])
- WGZ = Freie Wählergruppe Ober-Flörsheim e. V.
- UBL = Unabhängige Bürgerliste

### Bürgermeister (Liste noch unvollständig)
- 1800–1810 Franz Müller
- 1810–1819 Nikolaus Stauff
- 1819–1831 Johannes Dettweiler
- 1831–1837 Johannes Mundorff
- 1838–1843 Johannes Dettweiler
- 1843–1862 Friedrich Diehl
- 1862–1871 Jakob Engel
- 1871–1884 Christian Fauth
- 1884–1922 Johannes Müller
- Jakob Kratz
- bis 1945 Johann Hahn
- 1945–1946 Georg Müller
- 1946–1964 Albert Stauff
- 1964–1999 Werner Pfister
- 1999–2001 U. Vogt, Ostern 2001 zurückgetreten
- 2001–2014 Adolf Gardt
- seit 2014 Sascha Leonhardt

Sascha Leonhardt (BLO) wurde bei der Direktwahl am 26. Mai 2019 mit einem Stimmenanteil von 86,74 % und am 9. Juni 2024 als einziger Bewerber mit 84,7 % für jeweils fünf Jahre in seinem Amt bestätigt.

### Wappen
Blasonierung: „In Blau eine silberne Lilie überhöht von zwei fünfstrahligen silbernen Sternen.“

## Kultur und Sehenswürdigkeiten

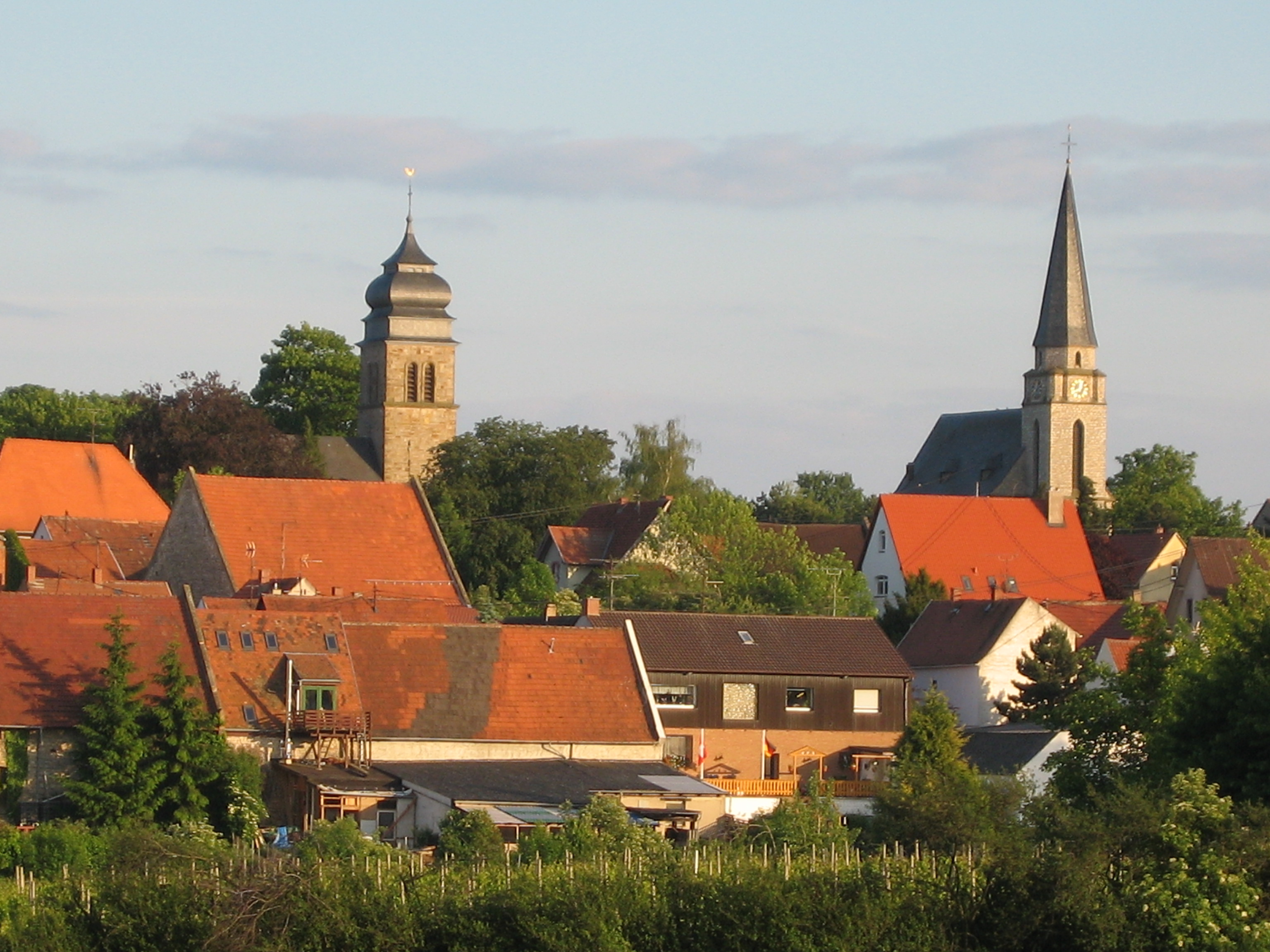
Ortsansicht von Ober-Flörsheim mit den beiden Kirchen (links: katholisch; rechts: evangelisch); Foto: T. Schäfer

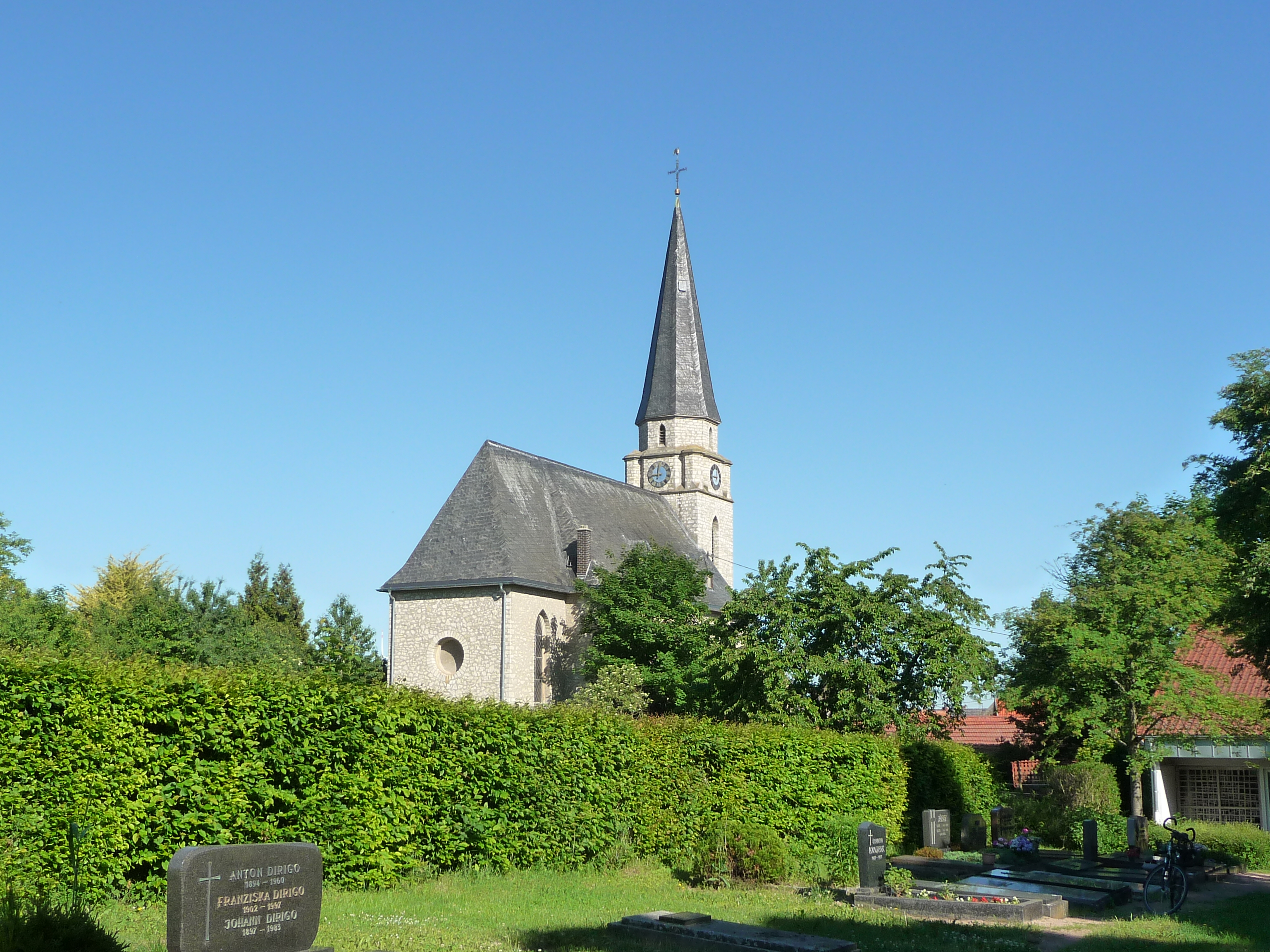
Evangelische Kirche, Baujahr 1887/88

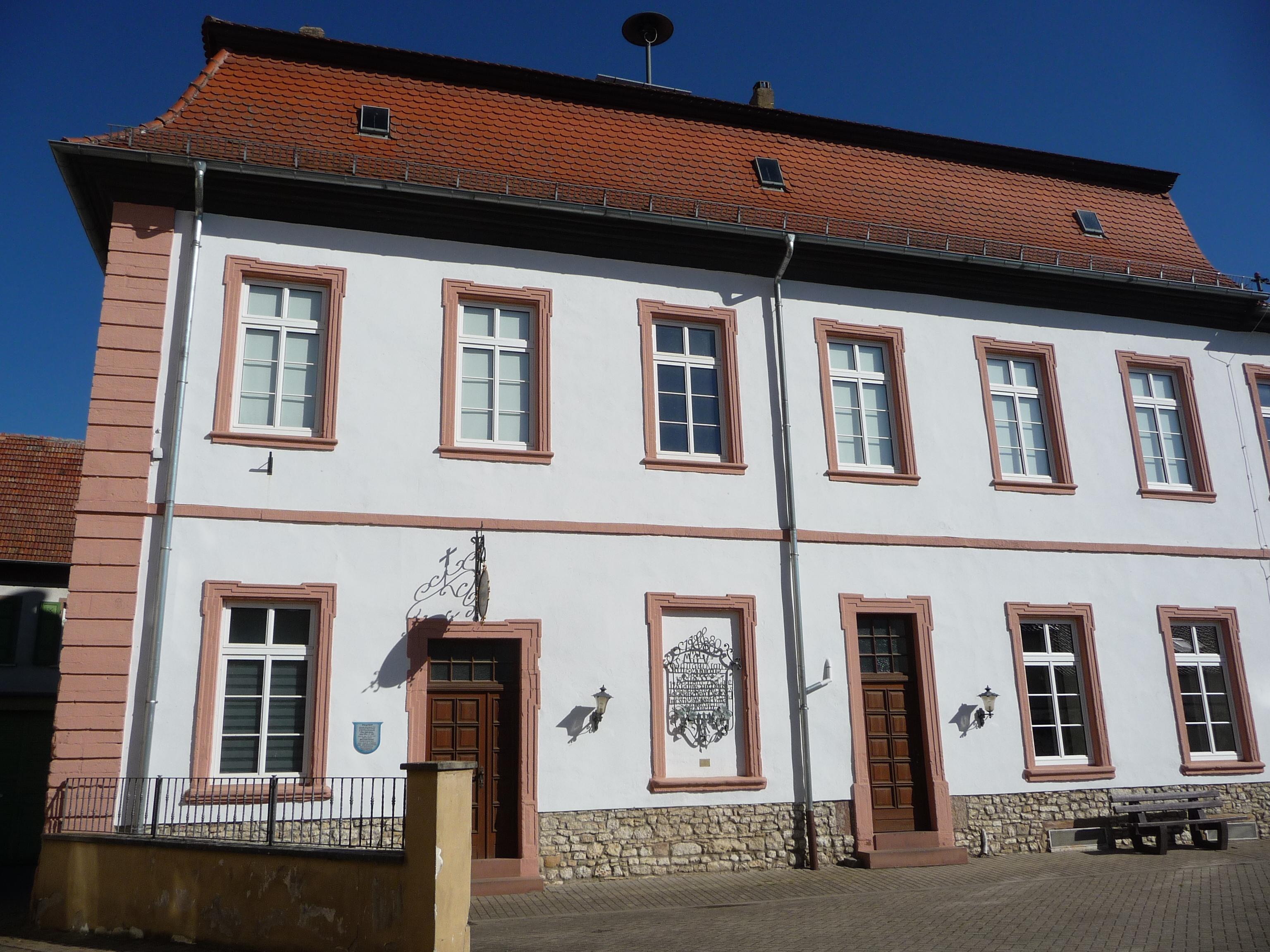
Ehemalige Komturei des Deutschen Ordens

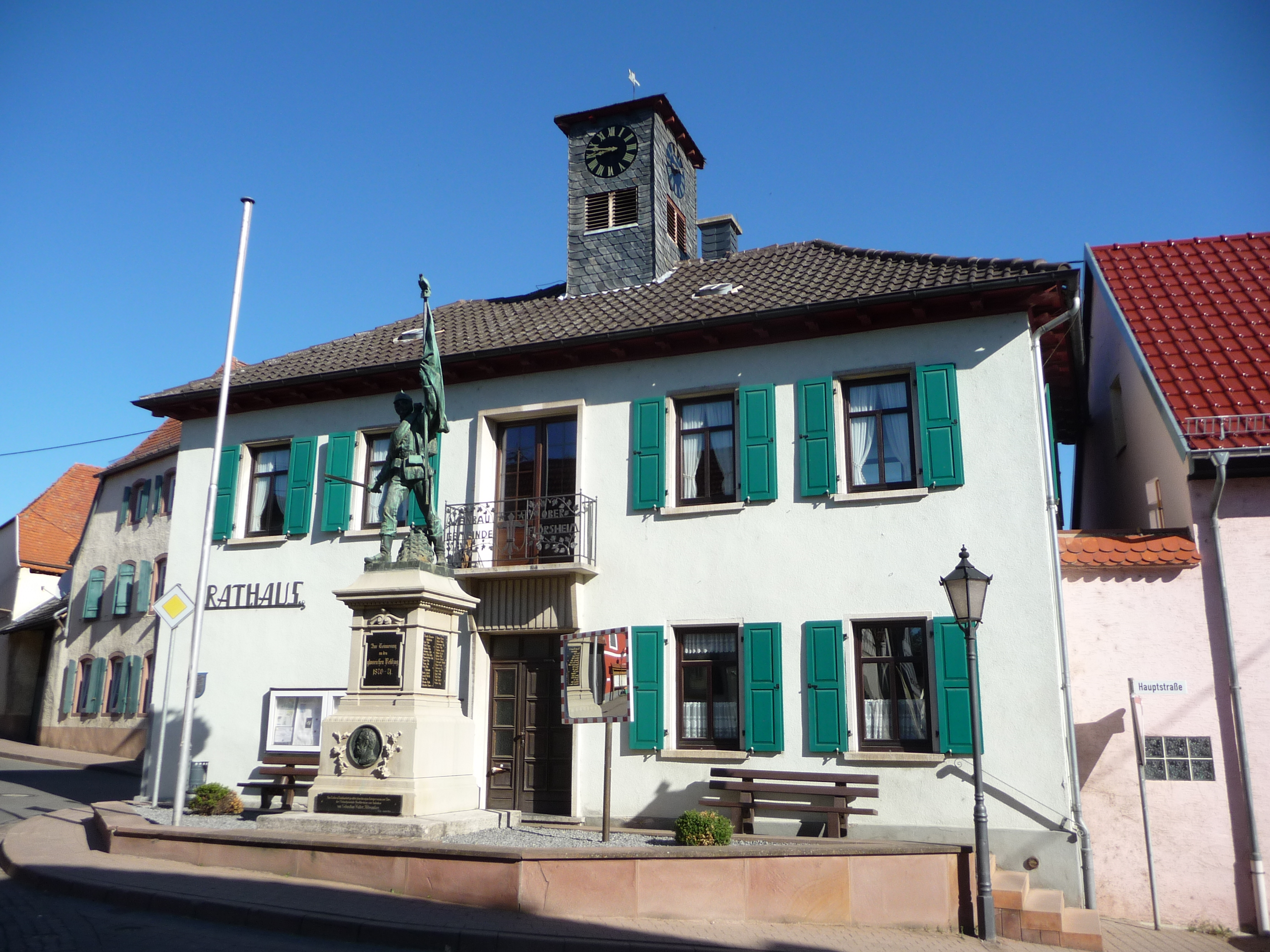
Rathaus

Heimatmuseum im Bürgerhaus (ehemaliges Herrenhaus in der Kommenturei), Öffnungszeiten nach Vereinbarung. 2001 wurde der Heimat- und Kulturverein Ober-Flörsheim gegründet, der zwischenzeitlich rund 110 Mitglieder zählt.

### Musik
Neben dem Männergesangsverein Sängerkranz von 1855, der auch einen Frauenchor hat, gibt es auch den Katholischen Kirchenmusikverein von 1912 und einen evangelischen Kirchenchor.

### Bauwerke
Katholische Pfarrkirche St. Peter und Paul, erbaut 1776/1777 anstelle der alten Pfarrkirche, die nach der Pfälzischen Kirchenteilung 1705 den Reformierten zugesprochen wurde. Der Deutsche Orden, der das Patronat für die katholische Gemeinde innehatte, widersetzte sich jedoch dem Beschluss und wahrte in langem Rechtsstreit das Eigentumsrecht für die Katholiken. Infolge der Streitigkeiten zerfiel jedoch die alte Kirche, so dass der im Barockstil gehaltene Neubau notwendig wurde. Der Glockenturm wurde erst 1930 angebaut.
Die evangelische Kirche wurde 1887/88 im neugotischen Stil erbaut, renoviert wurde sie 1961–65 und 1976–78, worauf ein Sandsteinquader an der Westseite des Turmes hinweist.
Von der Deutschordenskommende Ober-Flörsheim blieben das barocke, schlossartige Komturhaus, die gegenüber liegende Schaffnerei, ein mittelalterlicher Torturm und Reste der Wehrmauern des Kommendenbezirks erhalten. Sie sind ortsbildprägend.
Besonders sehenswert ist auch eine spätbarocke Hofanlage in der Alzeyer Straße, vom Rathaus durch die Weedegasse getrennt, mit einem typischen abgewalmten Mansarddach. Diese entstand Ende des 18. Jahrhunderts.
Siehe auch: Liste der Kulturdenkmäler in Ober-Flörsheim

### Sport
Die TSG 1863 Ober-Flörsheim bietet unter anderem die Sportarten Turnen, Paartanz, Taekwondo und Tennis an.

## Persönlichkeiten

### Söhne und Töchter der Gemeinde
- Georg Ludwig Nikolaus Alefeld, * 1789 in Ober-Flörsheim; † 1858 in Wiesbaden, herzoglich-nassauischer Generalmajor
- Sebastian Walter, * 1848 in Ober-Flörsheim; † 1922 Milwaukee, Fabrikant (1866 nach Milwaukee/USA ausgewandert)
- Philipp Winkler, * 1875 in Ober-Flörsheim; † 1962 in Wiesbaden, Rechtsanwalt und Politiker (NLP) und Abgeordneter der 2. Kammer der Landstände des Großherzogtums Hessen
- Willy Deutschmann, * 1880 Ober-Flörsheim, Maler, war tätig in Petersbächel im Wasgau, wo er im Jahr 1960 verstarb. Er gilt als bedeutendster Maler des zentralen Wasgaus, der Grenzlinie zwischen Pfalz und Elsass.